# Bionicle
Bionicle é uma linha de brinquedos de ação produzidos pela LEGO, voltada para o público dos sete aos dezesseis anos de idade. Foi lançada na Europa em Janeiro de 2001 e, no mercado dos Estados Unidos da América, em Junho-Julho do mesmo ano.
O conceito da linha originou-se nas linhas LEGO Slizers (também denominada como Throwbots) e LEGO Roboriders. Ambas as linhas se caracterizavam pelo lançamento de discos e pelo uso de peças LEGO clássicas. Os conjuntos Bionicle aumentaram em tamanho e em flexibilidade ao longo dos anos.

## A lenda de Mata Nui
A expressão Bionicle é uma combinação das palavras (em língua inglesa) "biological" (biológico) e "chronicle" (crônica), referindo-se aos habitantes de Mata Nui, uma ilha paradisíaca que caiu sob a escuridão e atraso da lei de Makuta. As lendas da ilha falam sobre o retorno de seis grandes heróis (denominados Toa) para lutar contra a escuridão e que irão reunir máscaras de poder para desafiar o Makuta e restaurar a paz em Mata Nui. Bionicle traz a história destes heróis que retornam à ilha, da sua procura pelas máscaras e do consequente desafio a Makuta.
Mata Nui, O Grande Espírito, ensinou aos Matoran as três virtudes: Unidade (união), Dever e Destino. Os Matoran, em gratidão, deram um nome à ilha, que passou a se chamar Mata Nui, em homenagem ao Grande Espírito
A ilha, inicialmente um paraíso, ficou assim conhecida após a chegada do grande espírito que trouxe alegria e luz à ilha. Os seus habitantes (chamados Matoran) adoravam a bondade de Mata Nui e não de Makuta, espírito irmão de Mata Nui. Entretanto, Makuta, com inveja do irmão, lançou um feitiço que colocou Mata Nui em um sono profundo, acreditando que os Matoran então o adorariam. Quando eles não fizeram, liberou a escuridão e bestas do mal sobre a terra para puni-los.
Mais à frente na história, com o passar de nossos anos, vários outros locais foram adicionados a esse universo: Metru Nui (ilha muito desenvolvida que, de acordo com a história, veio antes da ilha de Mata Nui), Voya Nui, Mahri Nui (vindas depois de Mata Nui) e Karda Nui (o centro do universo Matoran).
Os Matoran mantiveram a fé em Mata Nui e na lenda que afirmava que seis heróis viriam ajudar a salvá-los e devolver a luz e a alegria à terra. Os Matoran vivem em seis aldeias, e cada uma delas tem um protetor, denominado como Turaga. A função de cada um deles é proteger a tradição de um dos Toa. Os protetores são líderes das suas aldeias em um sentido político e religioso e, embora de dimensões um pouco maiores do que as dos Tohunga, usam as máscaras menores de poder e armas para defender o seu povo.
Os Toa são os heróis da lenda e representam seis forças elementais - água, ar, fogo, terra, gelo e pedra. Cada um dos seis Toa tem uma máscara que os auxilia, assim como uma ferramenta especial para a sua força elemental. Os Toa são de dimensões maiores que os Matoran ou os Turaga e, para cada força elemental, há um Toa, um Turaga e um Matoran.
O Makuta pode expressar a si mesmo sob muitas formas e transformar-se em várias bestas para contaminar os Matoran e os Toa. Estas bestas são denominadas Rahi e controladas por máscaras infeccionadas. Se estas máscaras forem retiradas, eles podem ser detidos e até mesmo domesticados em alguns casos.
Todos, os Toa, os Turaga e os Matoran, usam máscaras de poder (denominadas Kanohi) para ajudá-los. Há doze formas básicas de máscara, seis são máscaras nobres de poder enquanto as outras seis são as grandes máscaras de poder. Cada máscara apresenta-se em uma variedade de cores que podem ser trocadas entre os vários personagens. As bestas do maligno Makuta tentarão capturar as máscaras dos heróis toa.

## A linha de produtos
A linha Bionicle constituiu-se numa novidade do tema LEGO Technic, voltado para um segmento de consumidores um pouco mais velho, recomendado a partir dos sete anos de idade. Foi comercializada na Europa a partir do início de 2001 e logo em seguida nos Estados Unidos da América.
A nova linha compreendia não apenas figuras de ação, mas também filmes, brinquedos de fast-food, revistas em quadrinhos e produtos multimídia, como jogos de computador.
Os personagens principais eram os Toa, vendidos individualmente em tubos de plástico nas lojas, por cerca de US$ 6,99. Cada um incluía uma máscara, uma ferramenta, um mini-CD e códigos de acesso para ser utilizados no website da linha. A tampa plástica podia ser usada como expositor da máscara. Adicionalmente, três Toa podiam ser combinados para montar um Toa Kaita.
Os Turaga também eram vendidos em lojas, em caixas comuns, por cerca de US$ 2,99. De menores dimensões que os Toa, também tinham máscaras e ferramentas.
Os Matoran foram distribuídos como brinde nos lanches infantis dos restaurantes da rede McDonald's, a partir de setembro de 2001. De menores dimensões que os Turaga, tinham máscaras e um disco. A partir de 2003, passaram a ser lançados e comercializados anualmente, agora chamados de Matoran após a Controvérsia Maori.
Os Rahi (bestas do mal) foram comercializados em lojas, em quatro conjuntos com dois Rahi cada. Estes foram concebidos com mais ações e alguns componentes eletrônicos, ficando um pouco mais caros do que os Toa ou os Turaga. Os seus preços variaram de US$ 19,99 a US$ 89,99.
Também foram comercializados em lojas, ao custo de US$ 1,99, alguns conjuntos contendo duas máscaras, uma cabeça e uma haste para montá-las nas tampas das embalagens dos Toa. Um dos aspectos das máscaras é a necessidade dos Toa reunirem todas as seis grandes máscaras originais na própria cor, e cada máscara ser oferecida numa variedade de cores. Além das cores normais e das versões infectadas, foram produzidas algumas máscaras com cores raras para colecionadores.
Com o sucesso da linha foram lançadas anualmente cada vez novas coleções:
2002:
Os Bohrok, novos vilões, desta vez em seis, um para cada Toa, possuiam estrtura circular e modiam ser colocados no formato de bola girando os membros. Também jogavam a cabeça para frente ao ser puxado o gatilho. Ao contrário dos Toa, os Bohrok possuiam Krana, uma "máscara", que se colocada nos Toa, Matoran ou Turaga era capaz de controlá-los.
Os Toa Nuva, novas versões dos antigos Toa, agora com novas armas, novas armaduras e novas Kanohi. No geral, apenas foi lhes dado um novo design, mas sem abandonar o antigo. Ainda mantinham o mesmo esquema de engrenagens.
Também foram lançados sets de tamanho maior, como foram os Rahi no ano anterior. Eram eles:
-Gahdok & Cahdok: um set duplo, formado pelas duas Rainhas Bahrag, as Rainhas de Bohrok. Eram azul e vermelho, e funcionavam com o mesmo esquema de engrenagens que os Bohrok. Pareciam na verdade versões ampliadas dos mesmos, mas sem Krana e com mandíbulas.
-Exo-Toa: Consistia apenas em um exo-esqueleto mecânico onde era possível colocar um Toa Mata ou Toa Nuva, com garras e um canhão.
-Koronan Boxor: Muito similar ao Exo-Toa, comportava dentro de si um Matoran/Tohunga. Possuía um sistema de socos e era possível montar um "B-Model".
Neste ano foram lançados novamente pacotes de colecionáveis, mas agora contendo Krana e Kanohi Nuva.
2003:
Os Bohrok-Kal, versões novas e recoloridas dos Bohrok, agora carregavam novas ferramentas e possuiam vários adornos prateados.
Os Rahkshi, novos inimigos, criados pelo próprio Makuta, carregam bastões e possuem Kraata, criaturas similares à serpentes que ficam dentro de uma pequena câmara na espinha dos Rahkshi.
Como no ano anterior, foram lançados sets maiores ou com mais peças, conhecidos como Titans:
-Takua & Pewku: Takua, um Matoran aventureiro nomeado o Cronista da ilha de Mata Nui, e também jogador de Kohli. Tinha o novo design dos novos Tohunga, agora conhecidos como Matoran. Junto com ele estava presente sua fiel caranguejo Ussal, Pewku.
-Jaller & Gukko: Inicialmente conhecido como Jala, Jaller teve seu nome alterado após a Crontrovérsia Maori. Ele mantinha o mesmo esquema  de cores que possuía quando foi lançado na rede McDonnald's, mas com o novo design dos Matoran. Acompanhando o set, estava um pássaro Gukko, uma fera hari parecida com uma ave residente das florestas de Le-Koro.
-Takanuva: Um sétimo Toa Nuva, o Toa da Luz. Com o mesmo design de armadura dos outros Toa Nuva, ele foi o primeiro set da linha a ter peças douradas em seu conjunto. Armado com uma lança, podia ser colocado na Ussanui, veículo que seguia anexo ao jogo de peças. Possuía também uma versão de sua máscara que brilha no escuro
-Makuta: Após alguns anos de espera, estava revelada a imagem do "irmão de Mata Nui", grande vilão da saga. Sua armadura era cinza-metálico e vermelha, e sua máscara era negra, reluzente e fosca. Tinha uma lança e podia ser combinado com Takanuva para formar Takutanuva. Ficou caracterizado por ser o primeiro Bionicle humanóide a ter mãos com mais de dois dedos. Mais tarde foi revelado que "Makuta" é a espécie a quem o Mestre das Sombras pertence. Seu verdadeiro nome foi mantido em segredo até o início de 2008, quando foi revelado que seu nome é "Teridax".
O sucesso obtido levou a novos desdobramentos nos anos seguintes:
- 2001-2003 - Bionicle Chronicles
- 2004-2005 - Bionicle Adventures
- 2006-2008 - Bionicle Legends
- 2009-2010 - Bionicle Reader

## Séries Online
Desde 2007, começaram a ser lançadas na Web séries, como complementos da história original. Eram as séries:

### 2007
Dreams of Destruction: A série narrava a busca de Lesovikk, um Toa renegado, por seu destino nas profundesas da submersa cidade de Mahri Nui. Em meio a seus devaneios, ele acaba encontrando Karzahni, regente de um reino de sofrimentos (cujo nome é o mesmo de seu governante). Os dois entram em um confronto, o qual só termina quando a mente de Karzahni é destruída.
Into the Darkness: O podcast, narrado por Greg Farshtey, é protagonizado pelo Toa Mahri Matoro, que aliou-se com Makuta, para tentar cumprir sua missão em Mahri Nui. Indo das profundesas do Fosso até a Cidade Perdida, Toa Matoro vê-se em um conflito pessoal: Se continuar a ajudar o inimigo, ele recriará a Pedra Nui, e irá dominar o Universo - se for contra a vontade de Makuta, ele, seus amigos e o Grande Espírito Mata Nui estarão perdidos.
Toa Nuva Blog: Narrado pela Toa Gali Nuva, mostra uma missão secreta dos Toa Nuva: preparar o Universo Matoran para o retorno de Mata Nui. Enfrentando os maiores perigos, os Toa Nuva devem fazer coisas que nunca imaginaram - como resgatar um lendário cetro perdido, libertar os enxames de Bohrok e enfrentar um maléfico Makuta chamado Icarax. Enfrentando embates mortais os Toa Nuva seguem então para o reino de Artakha, onde recebem sua nova missão...

### 2008
The Mutran Chronicles: Narrada por um insano Makuta chamado Mutran, a série conta como eram os primórdios da civilização, revelando a existência dos mais terríveis segredos da saga e de um ser onipotente mais antigo do que as próprias estrelas.
Federation of Fear: Série que conta a história de uma missão de renegados a serviço da Ordem de Metro Nui para libertar o antigo líder da Irmandade dos Makuta, Miserix. Liderados por Brutaka, a equipe (Roodaka, Vezon, o renegado Makuta Spiriah, os dois Barraki Takadox e Carapar e a Caçadora das Trevas Lariska) atravessa o Universo enfrentando perigos mortais.
Dark Mirror: Mostrando o retorno do Toa da Luz, Takanuva, o enredo traz o Toa sendo mandado para alertar os Toa Nuva (que estão no Coração do Universo) de uma ameaça que se aproxima rapidamente. Tendo problemas durante a viagem, Takanuva vai parar em uma dimensão alternativa, onde o Universo Matoran é governado por Toa Tuyet, uma tirana Toa da Água que impõe sua vontade a todos os que lá habitam. O Toa da Luz acaba aderindo à resistência, entrando em uma guerra sem proporções contra o chamado Império Toa. Sendo considerado a maior das esperanças, o Toa deve enfrentar Tuyet para poder salvar este Universo de agonia, para então poder voltar a seu mundo e concluir sua missão.

## Quem é quem

### Água
Associada à cor azul
- Toa - Gali
  - Turaga - Nokama
    - Matoran - Hahli
      - Vila - Ga-Koro
        - Piraka - Vezok
          - Rahkshi - Guurahk
            - Titan - Brutaka

### Ar
Associado à cor verde
- Toa - Lewa
  - Turaga - Matau
    - Matoran - Kongu
      - Vila - Le-Koro
        - Piraka - Zaktan
          - Rahkshi - Lerahk
            - Titan - Nidhiki

### Fogo
Associado à cor vermelha
- Toa - Tahu
  - Turaga - Vakama
    - Matoran - Jaller
      - Vila - Ta-Koro
        - Piraka - Hakkan
          - Rahkshi - Turahk
            - Titan - Axonn

### Pedra
Associada às cores marrom e amarelo
- Toa - Pohatu
  - Turaga - Onewa
    - Matoran - Hewkii
      - Vila - Po-Koro
        - Piraka - Avak
          - Rahkshi - Vorahk
            - Titan - Toa Mata Nui (2009)

### Gelo
Associado à cor branca
- Toa - Kopaka
  - Turaga - Nuju
    - Matoran - Matoro
      - Vila - Ko-Koro
        - Piraka - Thok
          - Rahkshi - Kurahk
            - Titan - (Não possui)

### Terra
Associada às cores preta e cinza
- Toa - Onua
  - Turaga - Whenua
    - Matoran - Onepu
      - Vila - Onu-Koro
        - Piraka - Reidak
          - Rahkshi - Panrahk
            - Titan - (Não possui)

## A Controvérsia Maori
Em 2001, o LEGO Group enfrentou ações legais, impetradas por ativistas Maoris da Nova Zelândia, sob a alegação de que a empresa teria registrado ilegalmente palavras da língua Maori, utilizadas nos nomes de produtos da linha Bionicle. A LEGO aceitou substituir a linguagem Maori comercialmente, o que incluía remover ou substituir certo número de palavras em seus produtos.
Os Tohunga, por exemplo, passaram a se chamar Matoran.

## Filmes
Foram produzidos quatro filmes sobre Bionicle. São eles:
- Bionicle - Máscara da Luz
- Bionicle 2 - Lendas de Metru Nui
- Bionicle 3 - Teias de sombra
- Bionicle - A Lenda Renasce